# Diarmuid Martin
Diarmuid Martin, född 8 april 1945 i Dublin, är en irländsk romersk-katolsk ärkebiskop. Han var ärkebiskop av Dublin och primas för Irland från 2004 till 2020.

## Biografi
Diarmuid Martin prästvigdes år 1969. Han studerade vid bland annat University College Dublin i Dublin och Angelicum i Rom. Under 1970- och 1980-talet var han verksam i Påvliga rådet för familjen och Påvliga rådet Justitia et Pax.
I december 1998 utnämndes Martin till titulärbiskop av Glenndálocha och biskopsvigdes av påve Johannes Paulus II den 6 januari året därpå. Martin installerades som koadjutor-ärkebiskop av Dublin 2003 och påföljande år efterträdde han Desmond Connell som ärkebiskop av Dublin och blev därmed även Irlands primas.
Den 22 till 26 augusti 2018 anordnades det nionde Världsmötet för familjen i Dublin och som officiell värd för denna tilldragelse stod ärkebiskop Martin.

### Webbkällor
- ”Archbishop Diarmuid Martin” (på engelska). Catholic Hierarchy. Arkiverad från originalet den 9 mars 2018. https://archive.today/20180309142505/http://www.catholic-hierarchy.org/bishop/bmartind.html. Läst 9 mars 2018.